# 漆鲁鱼
漆鲁鱼（1902年—1974年5月），名宗羲（一说宗曦），又名灵洁，四川省江津县（今属重庆）人，中国政治人物、中国共产党党员。曾于抗日战争时期参与成立并领导重庆各界救国联合会。中华人民共和国成立后曾任卫生部办公厅主任、成都市政协副主席等职。

## 生平
漆鲁鱼于1902年生于江津县李市乡的一个中小地主家庭。1岁丧父，15岁丧母，家境困难，高小毕业后便辍学。他受在上海政法大学执教的叔父漆南薰影响较大。20岁时漆鲁鱼在漆南薰的帮助下到重庆一私立医科学校读书。1924年（民国13年），漆鲁鱼在漆南薰支持下前往日本，进入东亚日本语补习学校学习日语。次年春，漆鲁鱼考进日本东京医学专門学校。
留学期间，漆鲁鱼开始接触新思想，喜欢阅读郭沫若、成仿吾、鲁迅等人的作品，并时刻关注中国国内时局，对国共分裂的结果感到惋惜。1927年3月31日，重庆发生“三·三一惨案”，漆南薰在该事件中被杀害，这对漆鲁鱼造成了打击。后来，漆鲁鱼开始与堂兄弟一道阅读马克思主义著作以及《新青年》《创造周报》等刊物。据漆鲁鱼回忆，其思想受瞿秋白、郭沫若、李初梨、彭康等影响较大。这些理论学习使他深化了对马克思主义的认识，更加倾向于中国共产党。1927年，漆鲁鱼先后参加中国共产党东京支部的外围组织“中国留学生社会科学研究会”成立的“青年艺术家联盟”和“社会科学研究小组”，深入学习马克思主义理论，期间曾多次得到郭沫若、夏衍等人的指导。1928年春，漆在研究小组上发言，引起了中共人士的注意，他们与漆进行了谈话。
同年，漆鲁鱼收到家里让他回家的来信。当年4月，漆鲁鱼回到上海，遇见了漆南薰之妻凌树珍。凌树珍告诉他，家里负担过重，不能再支持他留日。漆鲁鱼决定先留驻上海，待条件成熟后返回日本。离开上海时，漆鲁鱼将中共中央出版的刊物《布尔塞维克》带到日本，到达日本神户时遇海关检查，发现其携带共产主义读物，日方海关因此怀疑他是共产党员，不准登岸，并对他进行审问。后来日方并未获得其他证据，但依然怀疑其身份，便将其拘留7天后遣返回上海，漆鲁鱼的留日求学生涯由此结束。
1928年7月，漆鲁鱼回到江津。次年10月由中共地下党员陈群生介绍，秘密加入中国共产党，在李市坝支部负责支部的理论学习和宣传品起草工作。他谢绝成都、重庆等城市大医院的聘请，在李市坝开办了一家私人小诊所，掩护革命活动。1930年1月经中共江津特支的曾庆云介绍，到中共四川省委报道，继而在1月中旬到达上海开始从事中共的地下工作。漆被分配到中共上海市闸北区第三支部担任支委委员，不久任支部书记，后历任区委秘书长、组织部秘书。同年8月，因书写标语被日本暗探逮捕入狱。在狱一年中，任党支部宣传委员，组织难友展开斗争。出狱后，漆鲁鱼根据中国共产党的指示，于1932年4月到达汕头，利用中法药房汕头分行设立中共中央与江西苏区的联络站。1934年春，中共在汕头的环境恶化，中共党组织决定关闭该药房，同年4月，漆鲁鱼被调往中央苏区任卫生部保健局局长。同年9月红军北上，漆鲁鱼留下担任江西军区卫生部部长，曾护理过陈毅等伤员。1935年1月，在一次突围中被冲散，于江西寻邬被俘。此后，漆鲁鱼先后在寻邬县、瑞金县接受审问，他通过冒充国民党军医获释。
1935年6月，漆鲁鱼获释。此时漆身无分文，于是便乞食度日，开始四处寻找中共党组织。他从瑞金出发，经会昌、寻邬、定南、和平，到达广东兴宁，但一路上未能顺利找到中共党组织，于是他又南下，经丰顺、揭阳、潮州，到达汕头，而中共在汕头的联络站被撤。漆鲁鱼决定回到上海，认为在那里找到党组织的机会更大。他在汕头一直等到1935年8月底，裹着从江西穿出来的棉衣，身上长满虱子。漆在途中找到一家慈善机构，通过该机构的资助，漆鲁鱼以难民身份乘轮船返回上海。然而回到上海后他未能联系上自己所熟悉的中共党员，于是便在闸北区北四川路一带乞讨度日，露宿街头。两个月后，漆鲁鱼设法用讨得的钱给电影导演沈西苓写信，然而沈西苓分不清对方身份，没有贸然相见。1935年11月初，漆鲁鱼病卧街头、奄奄一息之时，遇见了社会科学研究会成员何鸣九，何把漆送进医院抢救。在他的帮助下，漆鲁鱼找到在复旦大学教书的堂兄漆相衡。就此漆鲁鱼结束了近半年的行乞生活。长期的乞讨生活使得漆鲁鱼身体虚弱，还感染了痢疾，在漆相衡的照顾下漆鲁鱼身体逐渐好转。漆相衡告知，先前的许多中共党员已离开上海，自己也已脱离中共（漆相衡曾是中共党员），并劝漆鲁鱼也登报脱离中共。漆鲁鱼感到失望，于1935年底不辞而别，返回江津。当时中共在江津的党组织遭到破坏，于是漆于1936年2月赴重庆，而重庆的中共党组织也遭破坏无法寻找。
后来漆鲁鱼成为重庆《商务日报》评论专栏作者。经凌树珍介绍，漆鲁鱼到重庆《新蜀报》担任国际新闻评论编辑，撰写抗日救国文章，并联络爱国青年和失去组织关系的中共党员，于1936年5月组成秘密组织“重庆各界救国联合会”（简称“重庆救国会”），漆鲁鱼任总务干事，把大部分薪资捐作活动经费。救国会的活动引起中国共产党的注意，同年9月，中共中央上海局派张曙时赴重庆取得联系，漆鲁鱼恢复中共党籍。1937年10月，中共重庆市工委成立，漆鲁鱼任书记，直接领导“重庆各界救国联合会”的活动，此后又建立和领导了“重庆市文化救亡协会”。1938年7月，调任川东特委宣传部长。
皖南事变后，漆鲁鱼根据中共的安排转移到雅安，改名漆颂平。1943年夏在康定任《西康经济社》和《西康日报》总编辑。1945年4月，任成都《民众时报》主笔。次年9月回重庆任《新华日报》主笔，1947年随报社撤退至延安，参加土改和新华总社工作。中华人民共和国成立后，漆鲁鱼历任西南新闻出版局副局长、西南文教委员会秘书长。1953年底调任中央卫生部办公厅主任，后任部长助理。1958年整风运动中由于工作劳累，突发脑溢血，于是中央安排漆回到四川省。1961年9月，任成都市副市长，后任成都市政协副主席。在此期间董必武曾写诗表示怀念：“少习岐黄业，长为马列徒。活人兼活国，无忮亦无虞。抗日能从众，持躬若守愚。鸣琴事已治，刻石信相孚。”该诗原件现藏于重庆三峡博物馆，作为国家一级文物永久性展出。文化大革命中，漆鲁鱼因病残未遭批斗，但家属受波及，使其失去照顾，于1974年5月因病逝世。成都市为其举行了追悼会。